# Баканидзе, Георгий Константинович
Георгий Константинович Баканидзе — футбольный судья. Судья всесоюзно категории (01.03.1963).

## Биография
В 1942—1952 годах играл в футбол в командах «Трудовые резервы», «Большевик» и СКИФ (все — Тбилиси).
Судейством занимался с 1953 года. Всесоюзную категорию получил в 1963 году. За сезоны 1960—1977 провёл 155 поединков в высшей лиге.
Работал тренером в 35-й футбольной школе, ФШМ Тбилиси, руководил кафедрой Грузинского института физкультуры. Являлся начальником управления футбола Спорткомитета Грузии, начальником команды «Гурия» (Ланчхути).
С 1969 по 1978 года председатель Федерации футбола Грузинской ССР.
Заслуженный тренер Грузинской ССР (1977).

## Достижения
- Награждён памятной золотой медалью за судейство более 100 матчей в высшей лиге.
- В списках лучших судей за 1971, 1972, 1977 года.

## Судейская карьера
международные матчи
| международные матчи | международные матчи | международные матчи                  | международные матчи | международные матчи | международные матчи     | международные матчи |
| №                   | Дата                | Матч                                 | Счёт                | Судья               | Соревнование            |                     |
| ------------------- | ------------------- | ------------------------------------ | ------------------- | ------------------- | ----------------------- | ------------------- |
| 1                   | 12 ноября 1969      | «Лидс Юнайтед» — «Ференцварош»       | 3:0                 | помощник            | ⅛ финала КЕЧ 1969/70    |                     |
| 2                   | 5 апреля 1972       | «Аякс» — «Бенфика»                   | 1:0                 | помощник            | ½ финала КЕЧ 1971/72    |                     |
| 3                   | 30 апреля 1972      | Австрия — Мальта                     | 4:0                 | помощник            | ОЧМ 1974                |                     |
| 4                   | 14 сентября 1972    | «Эскишехирспор» — «Фиорентина»       | 1:2                 | главный             | 1/32 финала КУ 1972/73  |                     |
| 5                   | 25 октября 1972     | «Рух» — «Динамо» (Дрезден)           | 0:1                 | главный             | 1/16 финала КУ 1972/73  |                     |
| 6                   | 3 октября 1973      | «Сталь» (Мелец) — «Црвена звезда»    | 0:1                 | помощник            | 1/16 финала КЕЧ 1974/75 |                     |
| 7                   | 27 марта 1974       | ГДР — Чехословакия                   | 1:0                 | помощник            | ТМ                      |                     |
| 8                   | 2 октября 1974      | «Дожа Уйпешт» — «Левски-Спартак»     | 4:1                 | главный             | 1/16 финала КЕЧ 1974/75 |                     |
| 9                   | 5 ноября 1974       | «Фортуна» (Дюссельдорф) — «Раба-ЕТО» | 3:0                 | главный             | 1/16 финала КУ 1974/75  |                     |